# مارك موريس (مؤرخ)
مارك موريس (بالإنجليزية: Marc Morris)‏ هو مؤرخ بريطاني، ولد في 14 سبتمبر 1973.